# Pete Rouse
Pour les articles homonymes, voir Rouse.
Peter Mikami Rouse, né le 15 avril 1946 à New Haven, est un consultant politique américain, conseiller du président Barack Obama et chef de cabinet de la Maison-Blanche transitoire après le départ de Rahm Emanuel, concourant à la mairie de Chicago. 

## Biographie
Rouse avait auparavant été chef de cabinet du sénateur de Dakota du Sud et ancien chef de la majorité au Sénat, Tom Daschle. Il avait prévu de prendre sa retraite après la défaite de Daschle en 2004. Cependant cette même année, il fut présenté à Obama, alors sénateur de l'Illinois, et devint son chef de cabinet. Après l'élection de ce dernier à la présidence des États-Unis, il fut coprésident du comité de transition Obama-Biden qui fut mis en place entre la date de l'élection en novembre et la prise de fonction présidentielle en janvier. 
Le 1er octobre 2010, Rouse fut nommé chef de cabinet de la Maison-Blanche par intérim, en remplacement de Rahm Emanuel, démissionnaire. William Daley lui succède comme chef de cabinet de plein titre, et Rouse reste conseiller du président jusqu'en 2014.